# Coccoloba meissneriana
Coccoloba meissneriana är en slideväxtart som först beskrevs av Britt., och fick sitt nu gällande namn av Karl Moritz Schumann. Coccoloba meissneriana ingår i släktet Coccoloba och familjen slideväxter. Inga underarter finns listade i Catalogue of Life.